# Дневни пеперуди
Дневните пеперуди (Rhopalocera) са група летящи насекоми от разред Lepidoptera, обхващаща надсемействата Hesperioidea или Papilionoidea.
Крилете са 2 двойки с размах от 3 mm до 30 cm, покрити с различно оцветени люспи. Развитието е с пълна метаморфоза. Съществуват 180 000 вида, по цялата суша. В България се срещат 218 вида дневни пеперуди. Пеперудите снасят своите яйца на различни видове растения, като, като се излюпят ларвите, те се хранят с него растение. Ларвите (гъсеници) се хранят главно с листа, възрастните – с нектар и растителен сок (опрашват растенията). Ларвите са вредители по растения, складирани продукти, хранителни продукти, вълнени и кожени изделия и др.
Пеперудите минават през четири етапа по време на своето развитие:
- яйце
- ларва, известна още като гъсеница
- какавида
- възрастна пеперуда (имаго)

Възрастните се хранят предимно с нектар от цветовете.

## Класификация
Подразред Дневни пеперуди
- Надсемейство Hedyloidea
  - Семейство Hedylidae – 35 вида
- Надсемейство Hesperioidea
  - Семейство Hesperiidae – около 3500 вида
- Надсемейство Papilionoidea
  - Семейство Лястовичи опашки (Papilionidae) – около 600 вида
  - Семейство Pieridae – около 1100 вида
  - Семейство Nymphalidae – около 6000 вида
  - Семейство Синевки (Lycaenidae) – около 5000 вида
  - Семейство Riodinidae – около 1500 вида